# Walter Wellinghausen

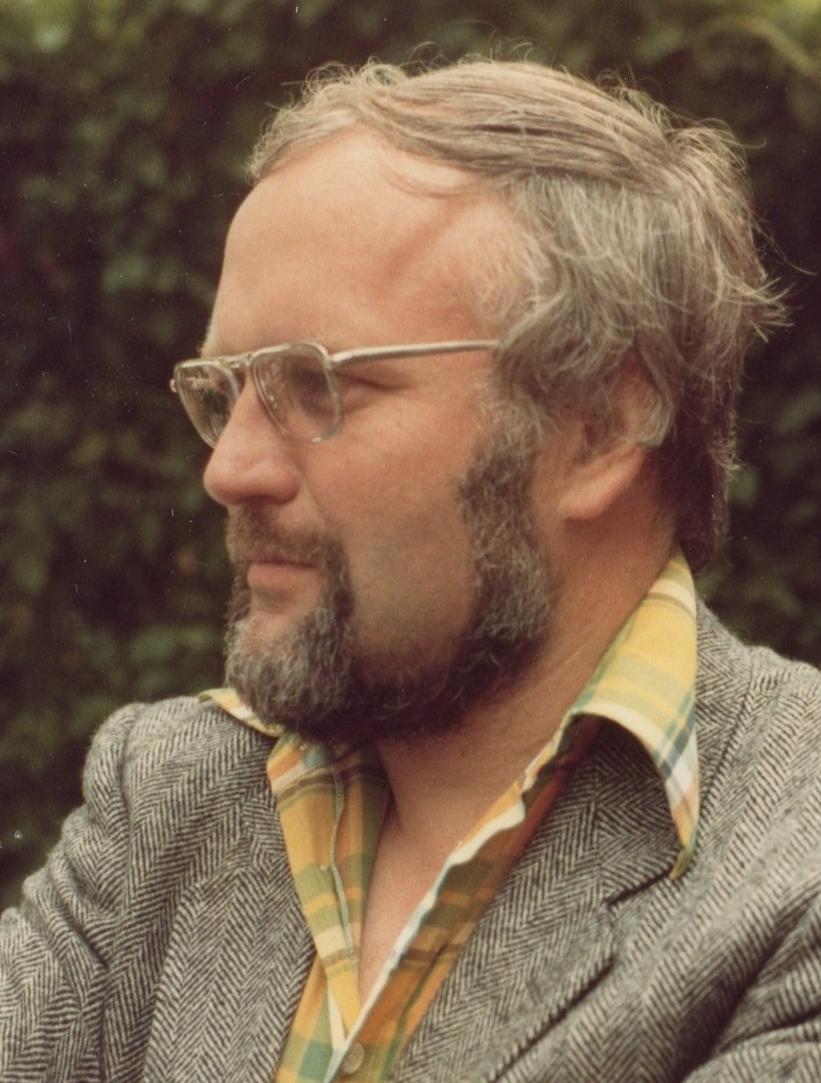
Walter Wellinghausen 1989

Walter Wellinghausen (* 23. Mai 1944 in Bruchsal) ist ein deutscher Rechtsanwalt und ehemaliger Hamburger SPD-Politiker. Als Staatsrat diente er in der vom 2. Bürgermeister Ronald Schill (PRO) geführten Innenbehörde.

## Tätigkeit als Anwalt
Wellinghausen holte erst nach seinem Wehrdienst das Abitur auf dem Abendgymnasium nach und studierte anschließend an der Universität Hamburg Rechtswissenschaften. Er legte 1971 das Erste und 1975 das Zweite Staatsexamen ab. Anschließend machte er sich als Rechtsanwalt selbständig. Neben seiner Tätigkeit als Strafverteidiger war er auch Geschäftsführer einer privaten Herzklinik.
Im Oktober 1983 setzte er vor dem Verwaltungsgericht Hamburg durch, dass die Friedensinitiative „Hamburger Forum“ eine große Demonstration auf dem Rathausmarkt durchführen konnte. Sie war zuvor vom Hamburger Senat unter Verweis auf die Bannmeile untersagt worden. Auch 1984 setzte er eine Demonstrationsgenehmigung gerichtlich durch. Sein Name geriet später in die Schlagzeilen und in die Kritik von Kollegen, weil er unter anderem Mandanten wie Burim Osmani  und die Hells Angels anwaltlich vertrat.
Im Hamburger Polizeiskandal wurde Wellinghausen von der Gewerkschaft der Polizei beauftragt, Polizisten anwaltlich zu vertreten, denen nach Bekanntwerden des Hamburger Polizeiskandals z. B. wegen Körperverletzung im Amt, Nötigung und/oder Freiheitsberaubung vorgeworfen wurde. Als er 1994 durch Pistolenschüsse am Oberschenkel getroffen wurde, wurde in der Presse gemutmaßt, dies könne in Zusammenhang mit der Vertretung der Polizeibeamten stehen.
Im Auftrag der katholischen Kirche erwirkte er, dass die Sozialdienste der Katholischen Frauen für ihre Beratung nach dem Schwangerschaftskonfliktgesetz Förderung erhielten. Er verteidigte auch den damaligen Amtsrichter Ronald Schill (von der Boulevardpresse Richter Gnadenlos getauft), der wegen Rechtsbeugung und Freiheitsberaubung vor dem Landgericht Hamburg angeklagt war.

## Wirken in der SPD
Wellinghausens politische Heimat war der SPD-Kreis Hamburg-Nord. Neben verschiedenen Parteiämtern gehörte er seit 1978 der Bezirksversammlung-Nord als Fraktionsvorsitzender der SPD an. 1979 sprach er sich gegen Pläne des SPD-Senats aus, anstelle des abgebrochenen Winterhuder Fährhauses Wohnungen zu errichten und forderte gemeinsam mit der CDU die Errichtung eines „überörtlichen Kommunikationszentrums“ an der Stelle. 1985 lehnte er den (später doch erfolgten) Bau der Ortsumgehung Fuhlsbüttel ab und forderte stattdessen einen Schnellbahnanschluss für den Flughafen Hamburg. 1986 strebte Wellinghausen erstmals in die Hamburgische Bürgerschaft und wurde von der Kreisdelegiertenkonferenz der SPD Hamburg-Nord auch auf einen aussichtsreichen Listenplatz gesetzt. Auf dem Parteitag kündigte jedoch der zum rechten Parteiflügel zählende Wolfgang Pages an, gegen Wellinghausen, der als Vertreter des linken Flügels galt, zu kandidieren und wurde auch gewählt. Die Pläne von Sozialsenator Jan Ehlers und dem Zweiten Bürgermeister Alfons Pawelczyk, die Vereinigung Hamburger Kindertagesheime aufzulösen und ihre Aufgaben auf die sieben Bezirke zu verteilen lehnte er als Sprecher der Vorsitzenden der SPD-Bezirksfraktionsvorsitzenden ab. 1990 drohte er mit seinem Rücktritt als Fraktionsvorsitzender, falls die SPD-Kreisvorsitzende und spätere Sozialsenatorin Helgrit Fischer-Menzel nicht zur Bezirksamtsleiterin gewählt werden würde. Nachdem Fischer-Menzel tatsächlich nicht gewählt worden war, trat Wellinghausen als Fraktionschef zurück.

## Staatsrat in der Innenbehörde
Im Zuge einer Koalition der Hamburger CDU mit der Partei Rechtsstaatlicher Offensive stieg Ronald Schill 2001 zum Zweiten Bürgermeister und Innensenator der Hansestadt auf. Er holte Walter Wellinghausen als Staatsrat in die Innenbehörde. Wellinghausen galt als Vertrauter und rechte Hand Schills. Der damalige SPD-Landesvorsitzende Olaf Scholz warf Wellinghausen damals vor, er sei kein Sozialdemokrat mehr: „Herr Wellinghausen hat nur vergessen, aus der SPD auszutreten“, so Scholz gegenüber dem Hamburger Abendblatt. Zudem kritisierte er, dass Wellinghausen und der ebenfalls der SPD angehörende Sozialstaatsrat Klaus Meister keine einkommensangemessenen Beiträge an die Partei zahlen würden. Im September 2002 trat Wellinghausen daraufhin aus der SPD aus.
Wellinghausens Bemühungen, eine Befriedung des Streits um die Bewohner des Bauwagenplatzes Bambule durch Bereitstellung eines Übergangsquartiers zu erreichen, scheiterten letztendlich, wobei sich Senat und Bauwagenbewohner gegenseitig die Verantwortung dafür zuschrieben. Mitte 2003 berichtete das Hamburger Abendblatt, dass eine Radiologiepraxis monatlich 4.600 Euro per Dauerauftrag an Wellinghausen überweise und der Praxisinhaber regelmäßig mit ihm über rechtliche Fragen spreche. Die Fraktionsvorsitzenden von SPD und GAL in der Bürgerschaft forderten daraufhin die Einleitung eines Disziplinarverfahrens gegen Wellinghausen. In der Folgezeit führte Wellinghausens Gebaren auch zu Unmut bei den Koalitionspartnern CDU und FDP.
Um im August 2003 zu verhindern, dass der Erste Bürgermeister Ole von Beust Wellinghausen wegen dieser Nebentätigkeit entließ, soll Schill versucht haben, den Bürgermeister mit Einzelheiten aus dessen Privatleben unter Druck zu setzen. Von Beust versetzte Wellinghausen wegen der Nebentätigkeiten in den einstweiligen Ruhestand und entließ Schill aus seinem Amt. In der Folge brach die Koalition auseinander. Bei der vorgezogenen  Neuwahl im Februar 2004 erhielt die Pro DM/Schill, Schills neue Partei, nur 3,1 Prozent der abgegebenen Stimmen (nach 19,4 % für die PRO 2001).

## Nach der Entlassung
Wellinghausen wurde zunächst keine erneute Zulassung als Rechtsanwalt in Hamburg gewährt, da die Rechtsanwaltsordnung nach dem Ausscheiden aus einem öffentlichen Amt eine Wartefrist von fünf Jahren im Gerichtsbezirk der Amtsausübung vorsieht. Er beantragte stattdessen die Zulassung in Schleswig-Holstein und eröffnete eine Kanzlei in Norderstedt. Aufgrund einer Entscheidung des Anwaltsgerichtshofs wurde er jedoch bereits im September 2005 wieder in Hamburg als Rechtsanwalt zugelassen.
Medien berichteten über seine erneute anwaltliche Tätigkeit unter anderem im Zusammenhang mit einem Strafprozess gegen zwei Polizisten und seinem Eintreten für ein Bleiberecht für Roma, die Kirchenasyl in Hamburg gesucht hatten. Auch den früheren Justizsenator Roger Kusch, der wegen seiner Tätigkeit für den Verein Sterbehilfe Deutschland wegen Totschlags angeklagt war, verteidigte er vor dem Landgericht Hamburg.
Nach eigenen Angaben strebt Wellinghausen keine politischen Ämter mehr an.

## Publikationen
- Peter Ulmer in Zusammenarbeit mit Walter Wellinghausen und Gerhard Wiedemann: Fälle und Entscheidungen zum deutschen und europäischen Kartellrecht. Verlag Metzner, Frankfurt (am Main) 1975, ISBN 3-7875-5252-9